# テオドール・アマン
テオドール・アマン（Theodor Aman、1831年3月20日 - 1891年8月19日）はルーマニアの画家である。歴史画、風俗画を描いた。パリで修行し、後にブカレストの国立美術学校の教授、校長を務めた。

## 略歴
当時、ワラキア公国であった、ルーマニア南部ワラキア地方のアルジェシュ県のクンプルングで生まれた。父親はクラヨーヴァの軍人である。クラヨーヴァやブカレストの美術学校でルーマニア人の画家、レッカ（Constantin Lecca）やクロアチア生まれの画家ヴァーレンシュタイン（Carol Wallenstein de Vella）に学んだ後、19歳でパリに出て、ドロラン（Michel-Martin Drolling）やピコ（François-Édouard Picot）に学んだ。1853年にサロン・ド・パリに出展した。その後、イスタンブールやクリミアで過し、ルーマニアの歴史を題材に歴史画を描き1855年のパリ万国博覧会に出展した。
ワラキア公国に戻り、皇太子、バルブ・ディミトリエ・シュティルベイから爵位を受け、奨学金を受けパリで修行を続け、バルビゾン派の影響を受けることになった。ローマに滞在した後、ルーマニア（1861年にルーマニア公国となった）に戻り、アレクサンドル・ヨアン・クザによって設立された国立美術学校（Şcoala Naţională de Arte Frumoase、後のブカレスト国立美術大学、Universitatea Naţională de Arte Bucureşti）の教授にタタレスク（Gheorghe Tattarescu）とともに1864年に任じられ、1891年に没するまで校長を務めた。
孫のホラチウ・ディミトリュ（Horaţiu Dimitriu）も印象派の画家として知られている。

## 作品

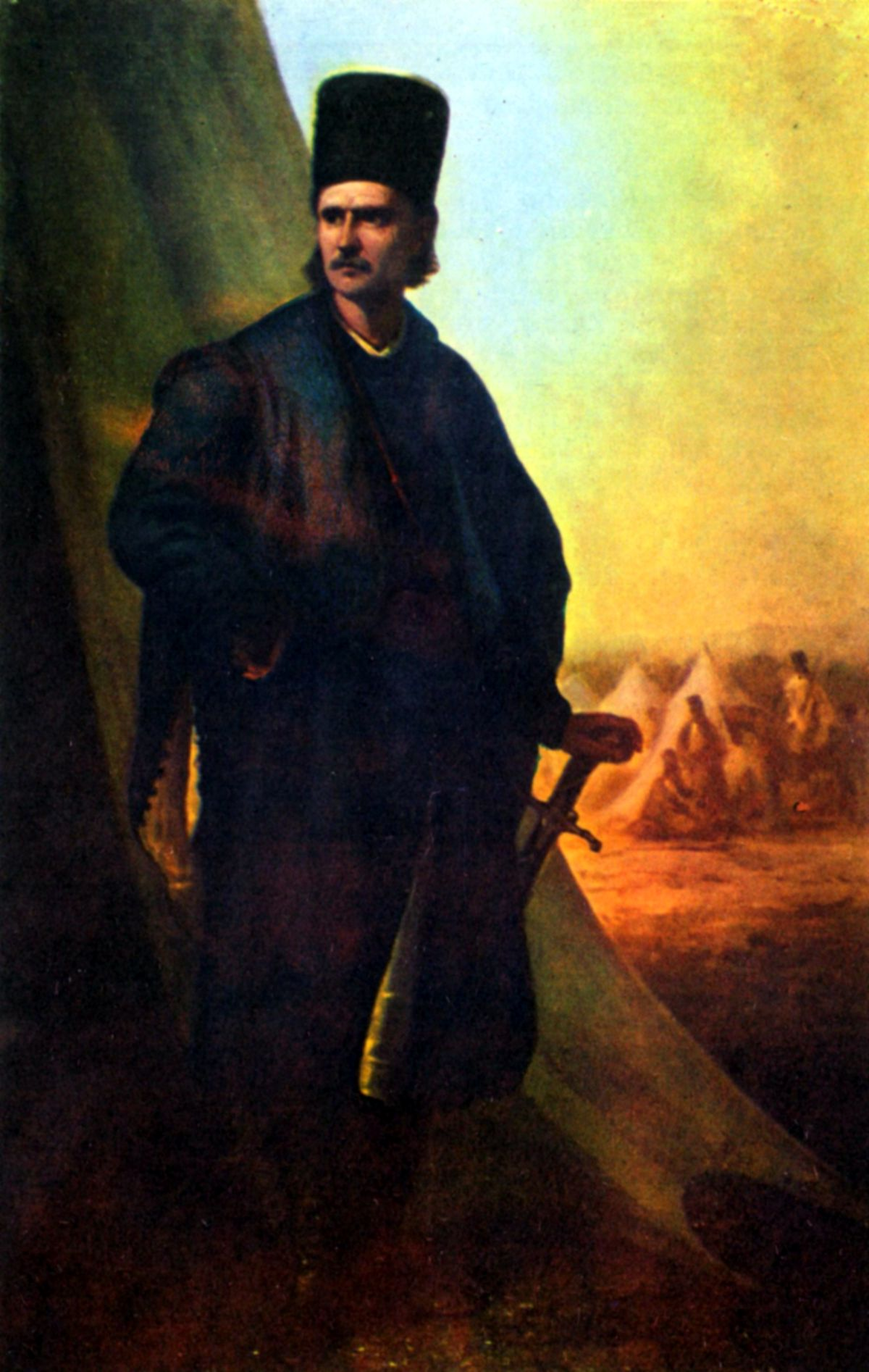
Tudor Vladimirescu (1874–76)
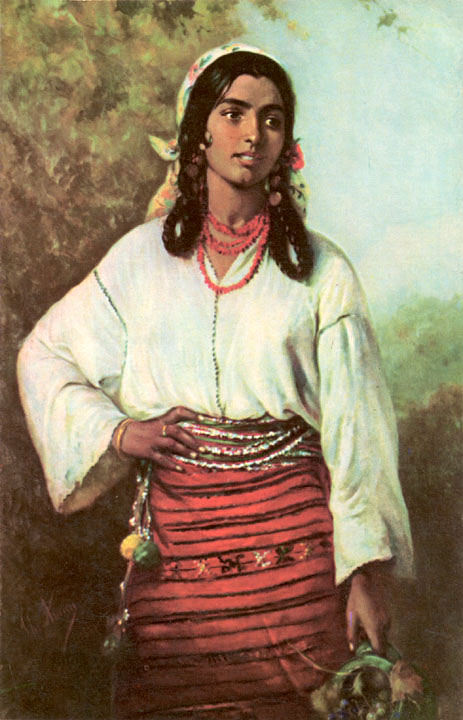
Zigeuner mädchen (1884)
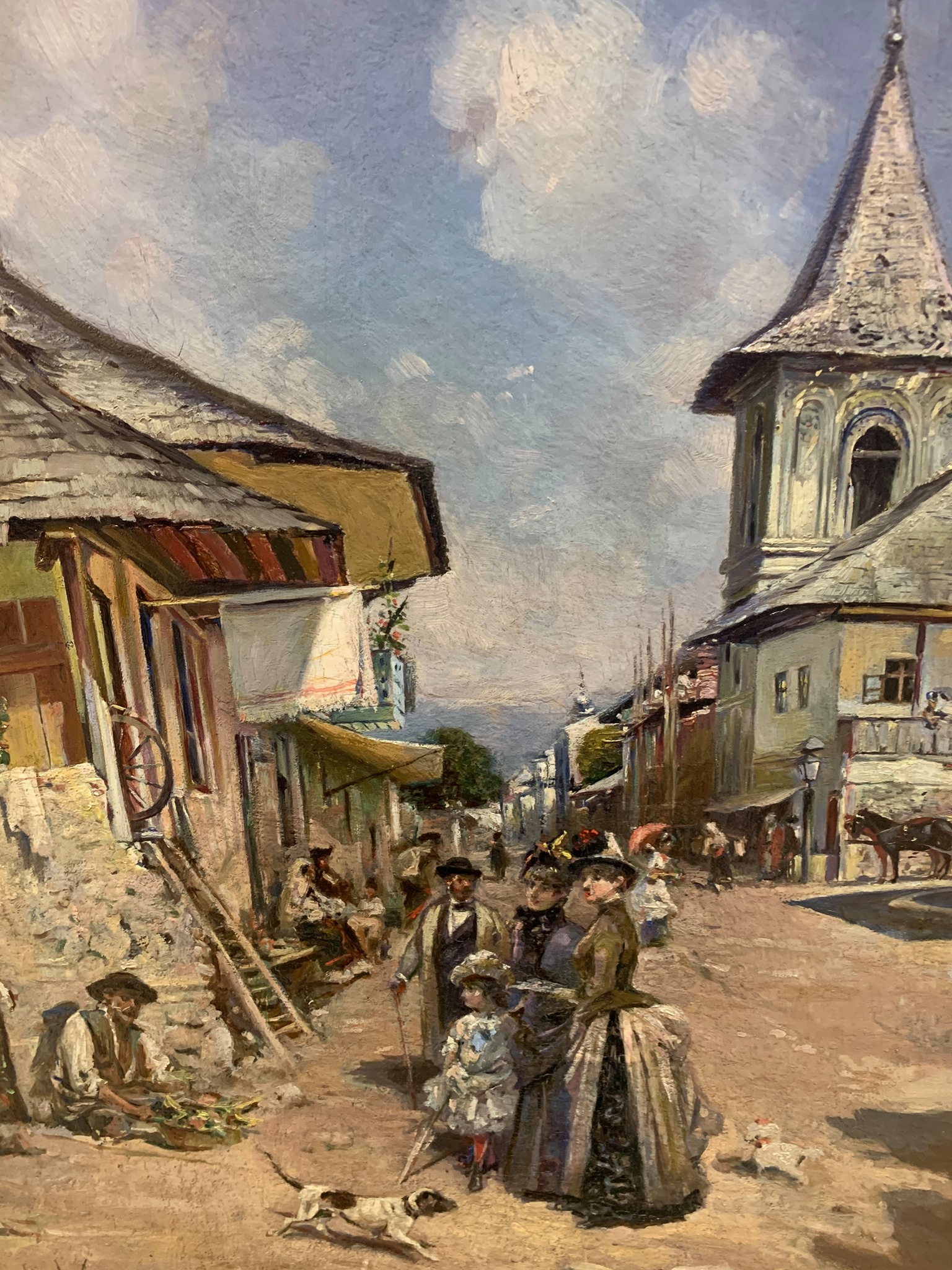
Straße in Câmpulung (1890)
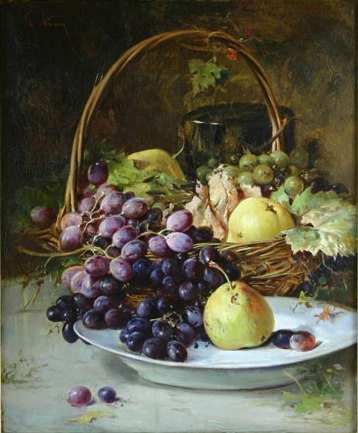
Obstkorb

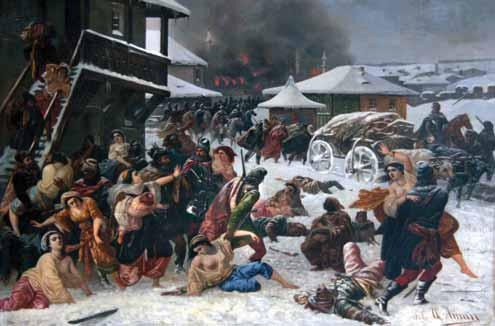
Dupa batalia de la Rusciuk
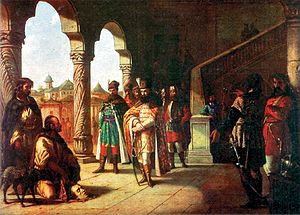
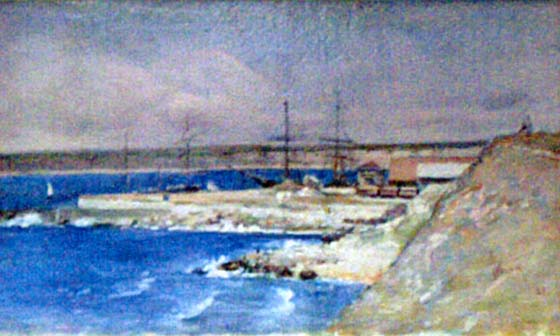
Hafen von Constanța
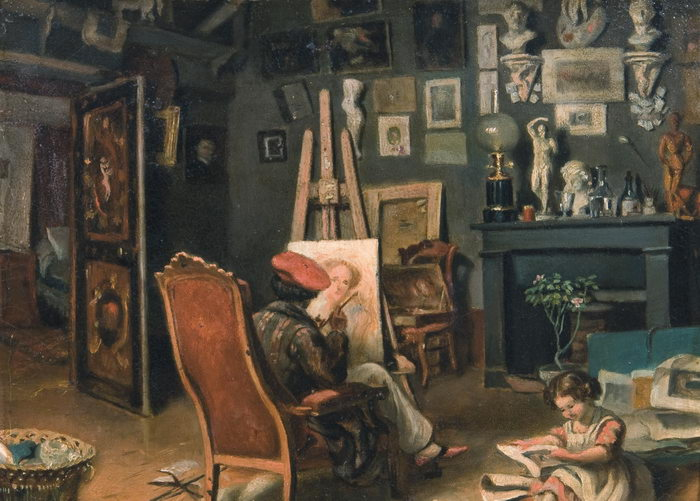
Erstes Atelier des Malers in Paris